# Ward Hill
Ward Hill är ett berg på ön Hoy i Orkneyöarna, Skottland. Bergets högsta punkt är 481 meter över havet och är ögruppens högsta punkt. Berget ligger på den norra delen av ön mellan byarna Hoy och Rackwick.